# Wyższa Szkoła Informatyki i Zarządzania „Copernicus” we Wrocławiu
Wyższa Szkoła Informatyki i Zarządzania „Copernicus” we Wrocławiu – uczelnia niepubliczna, działająca we Wrocławiu od 2001 roku. Wpisana do rejestru uczelni niepaństwowych 22 listopada 2001 roku pod pozycją 88. Organem założycielskim było Centrum Transferu Technologiczno-Edukacyjnego.
Rektorem Szkoły jest dr Adam Maciej Sosnowski a funkcję kanclerza pełni dr Ewa Kostrzewa.
Podstawową jednostką organizacyjną Uczelni jest Wydział Informatyki. Dziekan dr inż. Franciszek Roman Milewicz.
Uczelnia daje możliwość podjęcia nauki na kierunku I stopnia (inżynierskim) Informatyka. Wcześniej Szkoła kształciła również na kierunkach: Administracja oraz Fizjoterapia.